# Direcció general de Recursos Pesquers
La Direcció general de Recursos Pesquers és un òrgan de gestió de la Secretaria General de Pesca del Ministeri d'Agricultura, Pesca i Alimentació. De 2012 a 2016 fou Direcció general de Recursos Pesquers i Aqüicultura.

## Funcions
Les funcions de la Direcció general es regulen en l'article 16 del Reial Decret 895/2017:
- Les derivades de l'exercici de les competències en matèria de pesca marítima en el calador nacional i en les aigües comunitàries.
- La coordinació de totes activitats relatives a la política pesquera comunitària en matèria de recursos pesquers.
- La coordinació en la preparació dels Consells de Ministres de la Unió Europea, en l'àmbit de competències de la Secretaria General de Pesca.
- El seguiment, control i gestió de les llicències de les flotes que pesquen en aigües del Calador Nacional i Aigües de la Unió Europea.
- La regulació de la pesca marítima d'esbarjo en aigües exteriors, així com l'emissió de les autoritzacions previstes en la normativa específica per a les espècies de protecció diferenciada i l'autorització de concursos.
- El seguiment de la negociació i execució dels acords pesquers conclosos entre la Unió Europea i tercers països en les matèries de competència de la Secretaria General de Pesca.
- La cerca de noves possibilitats de pesca i desenvolupament d'instruments cooperació i col·laboració amb tercers països.
- El seguiment, control i gestió de les llicències de les flotes que pesquen en aigües internacionals i de tercer país.
- Les derivades de la participació de la Unió Europea i, si escau, del Regne d'Espanya en les organitzacions regionals de gestió de pesqueres i altres organitzacions internacionals en matèria de pesca, sense perjudici de les competències que corresponguin a altres departaments de l'Administració General de l'Estat.
- La planificació de l'activitat investigadora en matèria de pesca, en coordinació amb altres departaments de l'Administració General de l'Estat competents en la matèria.
- El seguiment de l'estat dels recursos pesquers amb la finalitat d'assessorar en l'adopció de mesures encaminades a la protecció, gestió, conservació i regeneració dels recursos pesquers, en el marc de les competències atribuïdes a la Secretaria General de Pesca.
- La gestió i proposta de declaració de zones de protecció pesquera amb especial atenció a les reserves marines d'interès pesquer en coordinació, si escau, amb les comunitats autònomes.
- La participació en l'elaboració i seguiment del Programa nacional de dades bàsiques del sector pesquer espanyol.
- La gestió dels bucs de recerca i de cooperació de la Secretaria General de Pesca.
- La planificació i la gestió de les campanyes científiques i de cooperació dels bucs de la Secretaria General de Pesca.
- L'adquisició i tractament de dades oceanogràfiques amb la finalitat d'ordenació i gestió de les activitats de pesca marítima.
- El seguiment de les relacions de cooperació amb tercers països en les matèries competència de la Secretaria General de Pesca, sota la coordinació del Secretari General.

## Estructura
De la Direcció general depenen els següents òrgans:
- Subdirecció General de Calador Nacional i Aigües Comunitàries.
- Subdirecció General d'Acords i Organitzacions Regionals de Pesca.
- Subdirecció General de Protecció dels Recursos Pesquers.

## Llista de directors generals
- Isabel Artime García (2017-)[2]
- José Miguel Corvinos (2015-2017)[3]
- Ignacio Escobar Guerrero (2012-2015)
- Alejandro Polanco Mata (2009-2012)
- Fernando Curcio y Ruigómez (2004-2009)
- Carlos Domínguez Díaz (2002-2004)
- Arturo Avello Díez del Corral (2000-2002)
- José Ramón Barañano Fernández (1996-2000)
- Rafael Conde de Saro (1991-1996)